# Eystein de Nidaros
Eystein Erlendsson (también llamado Øystein en noruego moderno; en ocasiones latinizado a Oistanus o Augustinus Nidrosiensis; fallecido el 26 de enero de 1188) fue un eclesiástico noruego, arzobispo de Nidaros de 1157 hasta su muerte. 
Eystein fue el más notable arzobispo de Nidaros, y uno de los actores de mayor influencia política en la Noruega de su tiempo. Fortaleció y disciplinó a la Iglesia, fundó varias iglesias y monasterios e intentó someter al poder monárquico al eclesiástico. La Iglesia católica lo reconoce como un santo de carácter local, San Eystein.

## Biografía
Eystein Erlendsson nació cerca del año 1120 en Råsvoll, en las cercanías de la ciudad de Nidaros (actualmente Trondheim). Era hijo de Erlend Himalde, nieto del stallari real, Úlf Óspaksson. Pertenecía a una familia noble y acaudalada de Noruega, emparentada con poderosas familias, entre ellas con los descendientes del rey Harald I.
Cursó sus primeros estudios en Nidaros, pero poco después marcharía al extranjero, muy posiblemente a Francia, donde habría hecho contacto con la Orden de San Agustín. En ese tiempo utilizó el nombre latino de Augustinus (Agustín), un nombre de sonido similar, pero en ningún modo equivalente a Eystein.
De regreso a Noruega, trabajaría como funcionario del rey Inge I, en el que encontraría un fuerte apoyo. Fue párroco en Konghelle, en la ribera del río Göta. El primer arzobispo de Nidaros, Jon Birgisson, murió en 1157, y con el apoyo del rey, Eystein fue elegido como el sucesor, alrededor de 1158 o 1159.
Eystein emprendió un viaje a Roma, donde recibiría el palio de manos del papa Adrián IV, pero la muerte del pontífice y las relaciones turbulentas entre el nuevo papa Alejandro III y el emperador Federico Barbarroja evitaron que el viaje llegara a su destino. En ese viaje, Eystein permaneció un tiempo en la Abadía de San Víctor de París, el monasterio agustino donde probablemente había estudiado. Al igual que los agustinos, Eystein fijó una postura de apoyo al papa, y en 1160 logró recibir el palio.
En Noruega mostró una actividad política destacada. Fue un apoyo importante para la elección de Magnus Erlingsson como nuevo monarca en 1163, y él personalmente se encargaría de coronar al soberano en Bergen, la primera coronación de la que se tiene historia. Mediante el apoyo del legado papal, Eystein logró fortalecer los lazos entre el monarca y la Iglesia, y la sumisión de aquel ante el papa. Eystein colaboró en la redacción de una ley que fortalecía tanto al poder monárquico como al eclesiástico.
Realizó varios escritos eclesiásticos, entre ellos varias revisiones a las leyes clericales de tiempos de San Olaf, y mantuvo una constante correspondencia con el papa. Se lo considera también como el autor de un proyecto sobre los cánones religiosos en Noruega, llamado Canones Nidrosienses, que fue descubierto en Londres en la década de 1930, y el autor del libro Passio et miracula beati Olavi (Vida y milagros de san Olaf), un documento que enriquece la hagiografía de San Olaf y que habría sido escrito entre 1160 y 1180, medio siglo antes que la Olavssaga de Snorri Sturluson.
Una de sus acciones fue instaurar el celibato del clero, que aún no era una característica de todos los miembros de la Iglesia en Noruega, y en ese sentido apoyó el establecimiento de la Orden de San Agustín en el país, que fundó los monasterios de Kastelle, en Konghelle, y Helgeseter, en Nidaros. También se cree que el obispo apoyó la fundación del primer monasterio cisterciense, Munkeby ved Levanger, en Trøndelag.
Realizó visitas a los obispados noruegos dependientes de Nidaros con el fin de mantener la disciplina clerical, y se dedicó a la fundación de numerosas iglesias. Su poder eclesiástico y político se reflejó en el hecho de que tenía a su disposición un propio cuerpo militar (hird) que se encargaba de su protección personal. No sólo disponía de los bienes del arzobispado, sino también de una cuantiosa fortuna que había heredado.
Su apoyo a Magnus le costó con el tiempo la enemistad con Sverre Sigurdsson y los birkebeiner, durante el período de las guerras civiles. Sverre aspiraba a fortalecer el poder monárquico por encima de la Iglesia, algo inaceptable para el arzobispo. Cuando Sverre controló la mayor parte de Noruega, el obispo Eystein tuvo que salir del país y exiliarse en Inglaterra en 1180. Recibió el apoyo del rey Enrique II, y viviría en Bury St Edmunds, en Suffolk (1181-1182), y posteriormente en Lincoln hasta 1183.
Regresó a Noruega durante el verano de 1183, en espera de que Magnus pudiese vencer a Sverre. Tras la derrota definitiva de Magnus en 1184, Sverre se convirtió en gobernante de toda Noruega, y el arzobispo no tuvo más remedio que iniciar conversaciones con el nuevo soberano.
Falleció el 26 de enero de 1188. Sus restos fueron sepultados, de acuerdo a su propia voluntad, en la sala capitular de la catedral de Nidaros.

## La catedral de Nidaros
Una de las acciones destacadas de Eystein Erlendsson fue la ampliación y embellecimiento de la catedral de Nidaros, su sede episcopal, a la que intentó dotarla de características suntuosas similares a otras catedrales europeas. La catedral mostró durante su tiempo una tendencia hacia la arquitectura normanda, un movimiento artístico desarrollado en Inglaterra y posteriormente, al regresar el obispo de su exilio en Inglaterra, se continuaron las obras, pero ahora siguiendo una dirección hacia el gótico inglés, el estilo de moda en ese país. Buena parte de sus aportaciones al templo se mantienen aún en la actualidad, aunque en una versión restaurada. Las imágenes religiosas del obispo lo suelen representar con una miniatura de la catedral en sus manos, una obra de Stinius Fredriksen que se halla en la fachada occidental del templo.

## Santo

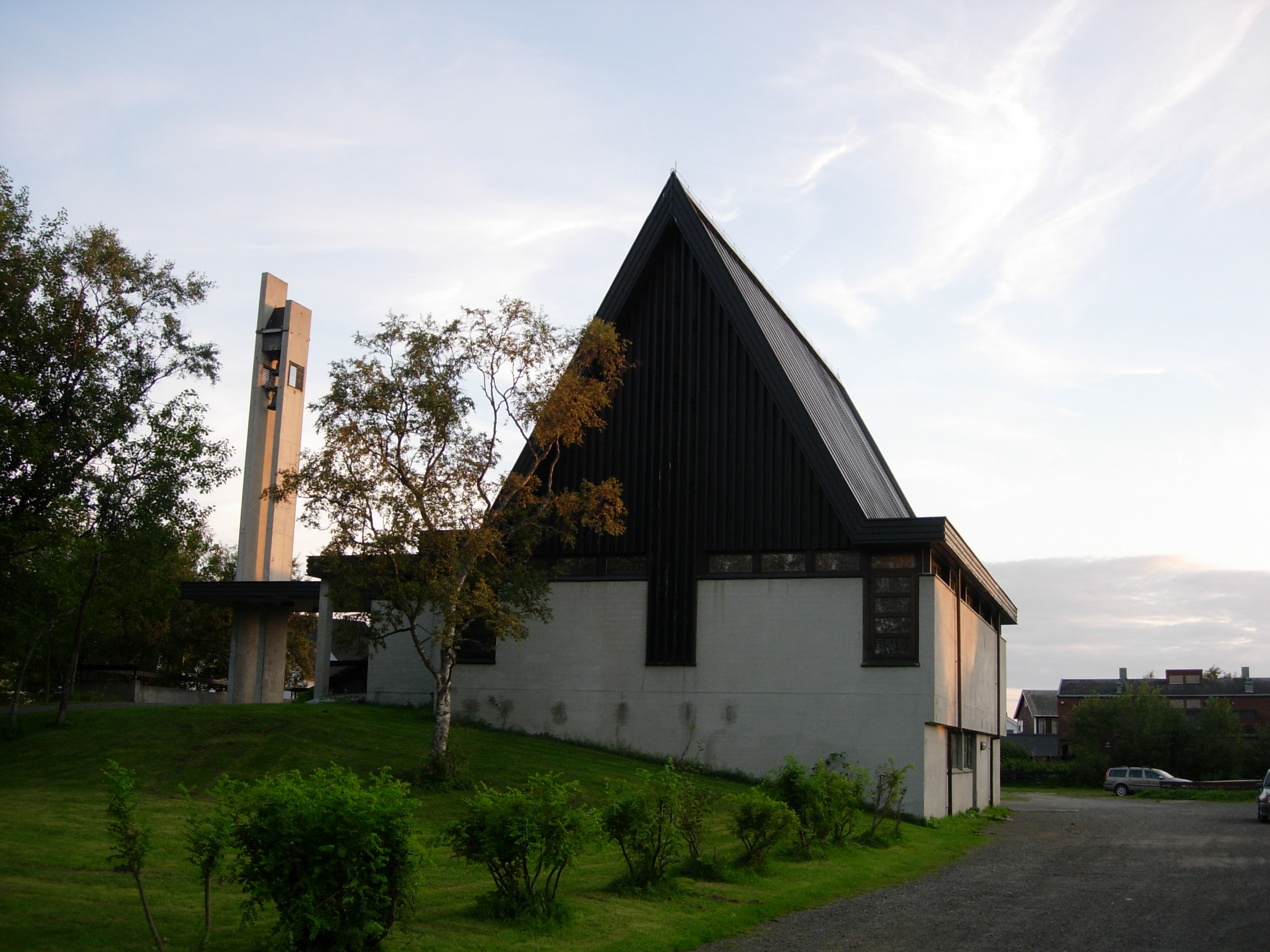
Iglesia católica de San Eystein, en Bodø.

Desde el verano de 1229, el arzobispo Eystein fue reconocido como un santo por los obispos noruegos reunidos en asamblea en Nidaros, y su cuerpo fue colocado en un relicario. Se buscó la anuencia del papa Gregorio IX para realizar una canonización formal, pero ésta nunca se llevaría a cabo. En 1241 falleció el papa y poco después la Santa Sede ordenó la creación de una comisión investigadora. En total se crearían cinco comisiones, pero ninguna llegaría a buen término. De cualquier modo, Eystein fue venerado como un santo local en la catedral de Nidaros, donde se ha señalado que existió una capilla en su honor. Su culto fue ensombrecido por el de San Olaf -cuyas reliquias en la catedral eran motivo de peregrinaciones masivas-, y no llegó a calar profundamente entre el pueblo noruego. Sus reliquias permanecieron en la catedral hasta la reforma protestante, cuando su tumba fue profanada y su lujoso relicario fundido y transportado a Dinamarca. 
Su festividad se estableció el 26 de enero, día de su fallecimiento. En 2002, la Santa Sede reconoció su festividad, que se celebra por la Iglesia católica en Noruega, con el rango litúrgico de "fiesta" en la diócesis de Trondheim y como un día conmemorativo opcional en Oslo y Tromsø. La escritora Sigrid Undset, conversa al catolicismo, se mostró devota de San Eystein.